# Архівний документ

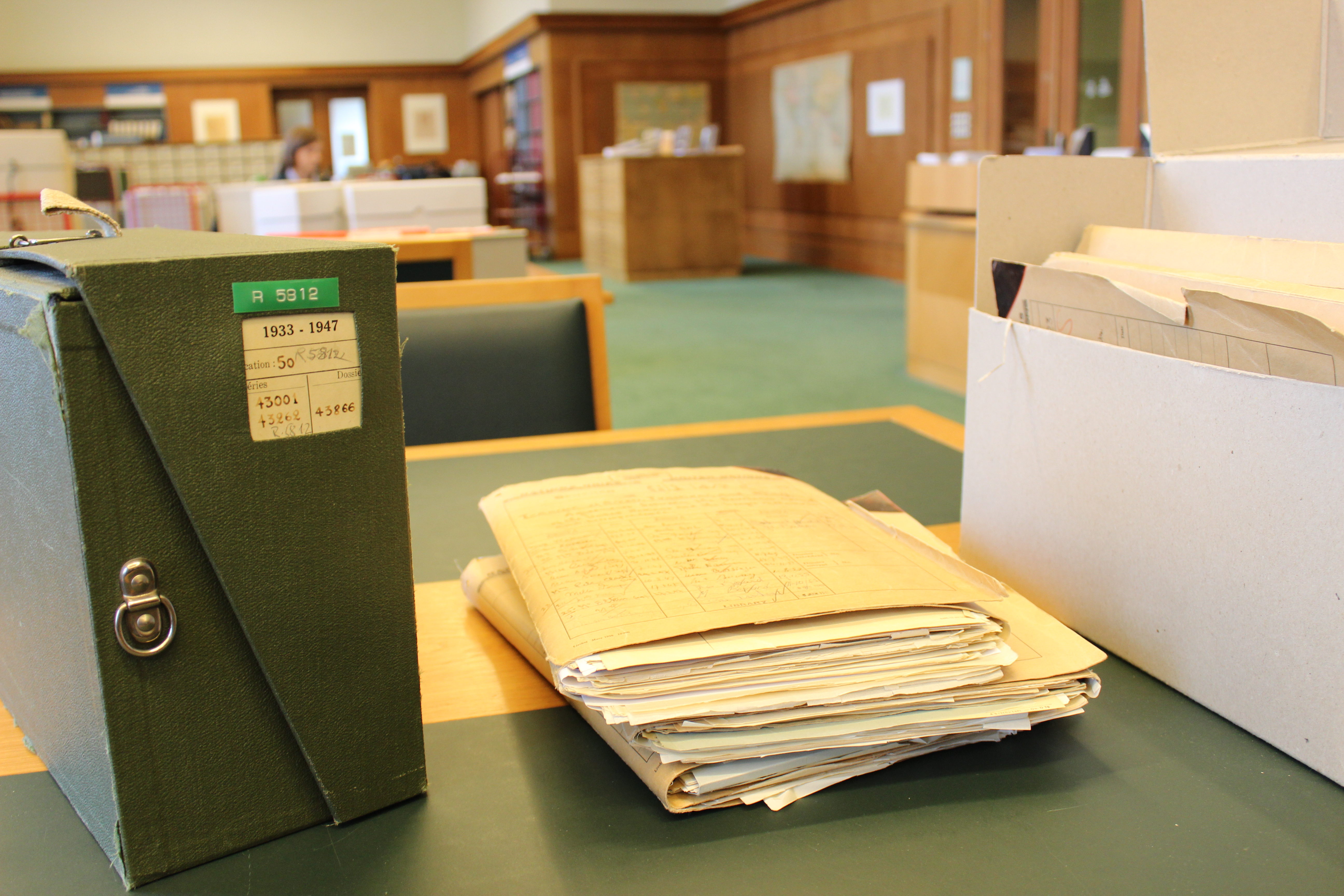
Архівні документи в архіві

Архівний документ — документ будь-якого виду (на будь-якому носієві інформації, створений будь-де і коли, будь-якої форми власності тощо), що припинив виконувати функцію, для якої був створений, але з огляду на його історичну, наукову, культурну цінність і значимість та як ретроспективне джерело підлягає постійному або тимчасовому зберіганню в архіві.
Архівні документи можуть зберігати їх власники також, наприклад удома і розглядати як приватне архівне зібрання.
Архівні документи розрізняють за видом матеріального носія (глиняні таблички, сувої, пергаменти, окремі паперові аркуші чи їх стоси, мапи, світлини, фотоплівки, компакт-диски, мікрофільми, книжки, брошури, газети, журнали, плакати, малюнки, креслення, записники, посвідчення тощо).
Всі видання, що зберігаються у Книжковій палаті України, теж фактично мають ознаки архівних, оскільки ця наукова установа як головне сховище всіх видів друкованої продукції, випущеної в Україні, серед інших функцій займається й комплектуванням та збереженням повного і недоторканного фонду Державного архіву друку.
Документ із різних позицій досліджують різні дисципліни: документознавство, археографія, бібліотекознавство, бібліографія, дипломатика, джерелознавство, книгознавство, палеографія, текстологія тощо.

## У законодавстві
В архівному законодавстві України, зокрема в Законі України «Про Національний архівний фонд та архівні установи» (2001) такі документи розглядають як предмет рухомого майна, а його власником може бути як держава, так і приватна особа. В українському архівознавстві поняття «архівний документ» не тотожне поняттю «документ Національного архівного фонду» (НАФ). Останнє тлумачать як документ, «культурна цінність якого визнана за результатами експертизи, здійснюваної комісією з фахівців архівної справи і справочинства, представників наукової і творчої громадськості, та який підлягає державному обліку і зберіганню». Документи НАФ можуть перебувати в будь-якій формі власності, передбаченій Конституцією та законами України. 
Водночас архівні документи, які до 1991 року перебували на державному обліку та зберігалися в державних архівних установах, беззастережно належать до НАФ і є власністю держави. Вилучення документів НАФ у власника чи уповноваженої ним особи без їхньої згоди забороняється, крім випадків, передбачених законами України.
Архівні документи, що нагромадилися за час діяльності держорганів, підприємств, установ та організацій, а також ті, які передані державним архівним установам іншими юридичними і фізичними особами без збереження за собою права власності, також є державною власністю.
Архівні документи, що утворилися за час існування органів місцевого самоврядування, комунальних підприємств, установ та організацій, а також ті, які передані архівним відділам міських рад іншими юридичними і фізичними особами без збереження права власності, є власністю територіальних громад.
В окремих випадках, коли такі документи не мають власника чи їх власник невідомий, вони переходять у державну власність на підставі рішення суду, винесеного за заявою державної архівної установи, крім випадків, передбачених законами України.